# Кріс Елліс
Крі́стофер Е́лліс (англ. Christopher Ellis; 14 квітня 1956) — американський кіно та телеактор.

## Біографія
Елліс народився в Далласі, штат Техас.  Виріс у передмісті Мемфіса У дитинстві іграв в громадському театрі в Мемфісі.

## Кар'єра
Його акторський дебют в кіно відбувся в 1979 році, коли він зіграв водія вантажівки у телевізійному фільмі «Дружина самогубця», в якому знялася Енджі Дікінсон. Ця роль не вплинула на подальшу кар'єру.  Пропрацювавши близько року в регіональному театрі, Елліс не виступав близько десяти років. У той час він жив у «бідності».
У 1990 році він знявся у фільмі « Дні грому», що стало початком його акторської кар'єри. Елліс знявся у фільмах Мій кузен Вінні, Моральні цінності сімейки Адамсів і Аполлон-13 та у відомих телевізійних серіалах Район Мелроуз, Поліція Нью-Йорка та Цілком таємно.
Серед творчого доробку Елліса — ролі у фільмах Бін, Ось такі пироги, Джезабель, Госпел Гілл, Жовтневе небо, Міцний горішок 4.0, Планета мавп Тіма Бертона та Трансформери, а також у телесеріалах Західне крило, Та, що говорить з привидами, Надія Чикаго, Імітатор, Шпигунка, JAG, Місце злочину: Нью-Йорк, Чорна мітка, Мертва справа, Вероніка Марс і Політикани  .

## Фільмографія

### Фільми
| Рік  | Назва                                                       | Роль                             | Примітки                     |
| ---- | ----------------------------------------------------------- | -------------------------------- | ---------------------------- |
| 1990 | Дні грому / Days of Thunder                                 | Гарлем Гугергайд                 |                              |
| 1992 | Мій кузен Вінні / My Cousin Vinny                           | J.T.                             |                              |
| 1993 | Привид у машині / Ghost in the Machine                      | лейтенант                        |                              |
| 1995 | Аполлон-13 / Apollo 13                                      | Дональд Слейтон                  |                              |
| 1996 | Палиці та камені / Sticks & Stones                          | тренер Остерман                  |                              |
| 1996 | Те, що ти робиш! / That Thing You Do!                       | Філ Горас                        |                              |
| 1997 | Повітряна тюрма / Con Air                                   | BOP Official Grant               |                              |
| 1997 | Бін / Bean                                                  | детектив Батлер                  |                              |
| 1997 | Sparkler                                                    | Buddy #1                         |                              |
| 1997 | Хвіст крутить собакою / Wag the Dog                         | офіцер                           |                              |
| 1998 | Ґодзілла / Godzilla                                         | генерал Гантер Андерсон          |                              |
| 1998 | Армагеддон / Armageddon                                     | командувач польотами Кларк       |                              |
| 1999 | Жовтневе небо / October Sky                                 | директор школи Тернер            |                              |
| 2001 | Татусь та інші / Daddy and Them                             | Dewey                            |                              |
| 2002 | З любов'ю, Лайза / Love Liza                                | Patriot Model Aeronautics Clerk  |                              |
| 2002 | Спіймай мене, якщо зможеш / Catch Me If You Can             | спеціальний агент Віткінс        |                              |
| 2003 | The Bus Stops Here                                          | Self-Centered Man at Bus Stop    | короткометражка              |
| 2005 | Острів / The Island                                         | Aces & Spades Bartender          |                              |
| 2005 | Вигнані дияволом / The Devil's Rejects                      | Коггс                            |                              |
| 2005 | Аферисти: Дік і Джейн розважаються / Fun with Dick and Jane | віце-президент Grand Cayman Bank |                              |
| 2006 | The Darkroom                                                | Джексон                          |                              |
| 2006 | Believe in Me                                               | Джим Стовалл                     |                              |
| 2007 | Трансформери / Transformers                                 | адмірал Брігем                   |                              |
| 2007 | Міцний горішок 4.0 / Live Free or Die Hard                  | Скальвіно                        |                              |
| 2008 | Crazy                                                       | Glen the Carousel Manager        |                              |
| 2008 | Госпел-Гілл / Gospel Hill                                   | Донн Мюррей                      |                              |
| 2009 | Бригада М / G-Force                                         | директор ФБР                     | у титрах як Chris Ellis, Jr. |
| 2012 | Темний лицар повертається / The Dark Knight Rises           | отець Рейлі                      |                              |
| 2013 | Grace Unplugged                                             | пастор Тім Браянт                |                              |
| 2014 | Гість The Guest                                             | Гендрікс                         |                              |
| 2014 | Джезабель / Jessabelle                                      | шериф Пруїтт                     |                              |
| 2015 | МакФарланд / McFarland, USA                                 | тренер Дженкс                    | у титрах як Chris Ellis, Jr. |
| 2016 | Trigger                                                     | Патрік                           | короткометражка              |
| 2017 | Шоу / The Show                                              | Келлер                           |                              |
| 2017 | Pitching Tents                                              | директор Дон Бішоп               |                              |
| 2017 | Amelia 2.0                                                  | сенатор Тафдеус                  |                              |
| 2018 | What Still Remains                                          | Гарві                            |                              |
| 2018 | Присяга / The Oath                                          | Hank Creason                     |                              |
| 2019 | Silo                                                        | Mr. Adler                        |                              |

### Телебачення
| Рік       | Назва                                                                         | Роль                               | Примітки                                                       |
| --------- | ----------------------------------------------------------------------------- | ---------------------------------- | -------------------------------------------------------------- |
| 1979      | The Suicide's Wife                                                            | Трак Драйвер                       | Television movie                                               |
| 1982      | Rascals and Robbers: The Secret Adventures of Tom Sawyer and Huckleberry Finn | клоун                              | Television movie                                               |
| 1983      | Chiefs                                                                        | Боббі Патрік                       | серія: «Part 3» Television miniseries                          |
| 1993      | Поліція Нью-Йорка / NYPD Blue                                                 | Маршал                             | серії: «Brown Appetit» and «Emission Accomplished»             |
| 1994      | In the Line of Duty: The Price of Vengeance                                   | News Vendor                        | Television movie                                               |
| 1996      | Murder One                                                                    | містер Швітцер                     | серія: «Chapter Eleven»                                        |
| 1996      | Innocent Victims                                                              | Алан Галліс                        | Television movie                                               |
| 1996      | Цілком таємно / The X-Files                                                   | шериф Ленс Гіндт                   | серія: «Quagmire»                                              |
| 1996      | Космос: Далекі куточки / Space: Above and Beyond                              | адмірал Стеннер                    | серія: «… Tell Our Moms We Done Our Best»                      |
| 1996      | Якби стіни могли говорити / If These Walls Could Talk                         | Crowd Leader                       | Segment: «1996» Television movie                               |
| 1996      | Her Costly Affair                                                             | Вес                                | Television movie                                               |
| 1996      | Тисячоліття / Millennium                                                      | Джим Пенсейрес                     | 3 серії                                                        |
| 1997      | Імітатор / The Pretender                                                      | Деніел Крокет                      | серія: «Mirage»                                                |
| 1997      | Надія Чикаго / Chicago Hope                                                   | агент секретної служби Білл Ерскін | серія: «The Day of the Rope»                                   |
| 1998      | Війни Пентагону / The Pentagon Wars                                           | генерал Кін                        | Television movie                                               |
| 1998      | Із Землі на Місяць / From the Earth to the Moon                               | Боб Пракер Parker                  | Television miniseries серія: «Le voyage dans la lune»          |
| 2002      | Перший понеділок / First Monday                                               | містер Паттон                      | серія: «Strip Search»                                          |
| 2002      | Практика / The Practice                                                       | Mr. Blain — Zoning Board Chairman  | серія: «Neighboring Species»                                   |
| 2002      | Шпигунка / Alias                                                              | агент Чапмен                       | серія: «The Counteragent»                                      |
| 2003      | Lucky                                                                         |                                    | серія: «The Tell»                                              |
| 2003–2004 | NCIS: Полювання на вбивць / NCIS                                              | Сержант-комендор Джон Делука       | серії: «The Curse» and «The Bone Yard»                         |
| 2004      | JAG                                                                           | детектив Куш                       | серія: «Good Intentions»                                       |
| 2004      | Лінія вогню / Line of Fire                                                    | Вігс                               | серія: «The Senator»                                           |
| 2004      | Гелтер Скелтер / Helter Skelter                                               | сержант Вітлі                      | Television movie                                               |
| 2004      | Круїз тигра / Tiger Cruise                                                    | капітан Андерсон                   | Television movie                                               |
| 2005      | Місце злочину: Нью-Йорк / CSI: NY                                             | Вінцент Вільямс                    | серія: «Dancing with the Fishes»                               |
| 2006      | Криміналісти: мислити як злочинець / Criminal Minds                           | шериф Родс                         | серія: «The Tribe»                                             |
| 2006      | Західне крило / The West Wing                                                 | конгресмен Філдс                   | серія: «Requiem»                                               |
| 2006-2007 | Підрозділ / The Unit                                                          | конгресмен Брюс Гелбер             | серії: «Report by Exception» та «Pandemonium: Part 1»          |
| 2006      | Та, що говорить з привидами / Ghost Whisperer                                 | капітан Кен Нільсен                | серії: «Free Fall» та «The One»                                |
| 2006      | Зниклий / Vanished                                                            | Шелтон                             | серія: «The Velocity of Sara»                                  |
| 2007      | Вероніка Марс / Veronica Mars                                                 | преподобний Тед Капістрано         | серія: «There's Got to Be a Morning After Pill»                |
| 2007–2008 | Чорна мітка / Burn Notice                                                     | Вірджил Воткінс                    | серії: «Unpaid Debts» і «Rough Seas»                           |
| 2009      | Термінатор: Хроніки Сари Коннор / Terminator: The Sarah Connor Chronicles     | Гаєс                               | серії: «Today Is the Day: Part 1» і «Today Is the Day: Part 2» |
| 2009      | Офіс / The Office                                                             | Кріс О'Кіф                         | серія: «Shareholder Meeting»                                   |
| 2010      | Зік і Лютер / Zeke and Luther                                                 | Баз                                | серія: «Rocket Men»                                            |
| 2011      | CSI: Місце злочину / CSI: Crime Scene Investigation                           | Ворден Клінтон Малтон              | серія: «The List»                                              |
| 2013      | Сховище 13 / Warehouse 13                                                     | полковник Арнольд Кассель          | серія: «What Matters Most»                                     |
| 2015      | Вбивство першого ступеня / Murder in the First                                | суддя Мітчел Елліс                 | 6 серій                                                        |
| 2015      | Кей Сі. Під прикриттям / K.C. Undercover                                      | Крістос                            | серії: «Runaway Robot: Parts 1 & 2»                            |
| 2017      | Рука Бога / Hand of God                                                       | директор Метт Вассер               | серія: «Telling Me Your Dreams»                                |
| 2018      | Дитинство Шелдона / Young Sheldon                                             | Марті Штейнбекер                   | серія: «Family Dynamics and a Red Fiero»                       |
| 2020      | 9-1-1: Самотня зірка / 9-1-1: Lone Star                                       | Дерек Пул                          | серія: «Studs»                                                 |